# Ruben Nembhard
Ruben Nembhard (* 20. Februar 1972 in Bronx) ist ein ehemaliger US-amerikanischer Basketballspieler. Sein Sohn R. J. Nembhard ist seit 2021 ebenfalls als Basketballprofi aktiv.

## Laufbahn
Nembhard, ein 1,91 Meter großer Guard, spielte als Student am Paris Junior College im US-Bundesstaat Texas sowie von 1993 bis 1995 an der Weber State University in Utah. In der Saison 1994/95 wurde er als Spieler des Jahres der Big Sky Conference ausgezeichnet, nachdem er die Hochschulmannschaft mit 20,1 Punkten je Begegnung angeführt hatte, auch seine vier Korbvorlagen, die er im Schnitt je Begegnung verteilte, waren Mannschaftshöchstwert. Nembhard wurde später in die Basketball-Ruhmeshalle der Weber State University aufgenommen.
Er begann seine Laufbahn als Berufsbasketballspieler im Mai 1995, als er von den Jersey Turnpikes (US-Liga USBL) verpflichtet wurde. Nembhard ging im Laufe des Jahres in die deutsche Basketball-Bundesliga und verstärkte in der Saison 1995/96 die TG Hitachi Landshut. Nembhard bestritt 26 Hauptrundenspiele für die TG, landete in seinem Bundesliga-Jahr in der Korbjägerliste mit einem Schnitt von 21,5 Punkten je Begegnung auf dem fünften Rang, wurde mit Landshut aber Tabellenletzter und verpasste mit der Mannschaft in der Relegationsrunde den Bundesliga-Verbleib.
Er ging in sein Heimatland zurück und wurde Anfang Oktober 1996 von der NBA-Mannschaft Utah Jazz unter Vertrag genommen, Ende des Monats aber wieder aus dem Aufgebot gestrichen. Nembhard spielte daraufhin für die Yakima Sun Kings in der US-Liga CBA und überzeugte dort im Laufe der Saison 1996/97 mit Mittelwerten von 18,4 Punkten und 4,6 Korbvorlagen sowie 4,3 Rebounds. Anfang Januar 1997 kehrte er zu Utah Jazz zurück, erhielt dort einen Kurzzeitvertrag. In acht NBA-Einsätzen für Utah kam er auf einen Punkteschnitt von 4 je Begegnung. Ende Januar 1997 wechselte Nembhard zu den Portland Trail Blazers (NBA), bei denen er ebenfalls einen auf zehn Tage begrenzten Vertrag unterschrieb. Er stand in zwei NBA-Partien für Portland auf dem Spielfeld (4 Punkte/Spiel). Seine beste Punktausbeute in einem NBA-Spiel erreichte Nembhard Mitte Januar 1997, als er für Utah gegen die Phoenix Suns zwölf Punkte erzielte.
Nach seinem Abstecher in die NBA spielte Nembhard 1997/98 bei Iraklis Thessaloniki in Griechenland (15 Spiele: 18,2 Punkte/Spiel) sowie teils in derselben Saison und später bis 1999 bei drei verschiedenen Mannschaft (Yakima Sun Kings, La Crosse Bobcats, Rockford Lightning) in der CBA. In der Saison 1999/2000 weilte er kurz bei den London Towers in England, Im Februar 2000 wurde er von der Mannschaft San Diego Stingrays aus der US-Liga IBL verpflichtet. Im weiteren Verlauf des Jahres 2000 spielte er erstmals für die Mannschaft Gaiteros del Zulia in Venezuela, für die er in den folgenden Jahren zwischen seinen anderen Vertragszeiten immer wieder auflief (zuletzt 2014) und in der 2003er Saison als bester Spieler der venezolanischen Liga LNB ausgezeichnet wurde.
Mitte Dezember 2000 verpflichteten ihn die Boca Juniors (Argentinien). Mitte November 2001 erhielt Nembhard einen Vertrag von den Fargo-Moorhead Beez (US-Liga CBA). In der Saison 2002/03 stand er zeitweise wieder in der CBA unter Vertrag, lief dort für die Mannschaft Idaho Stampede auf.
In der Saison 2003/04 spielte Nembhard für die Townsville Crocodiles (Australien) in der ozeanischen Liga NBL. Nach abermaligen Einsätzen für die Mannschaft Gaiteros del Zulia in Venezuela stand der US-Amerikaner im Spieljahr 2006/07 bei Universidad de Concepcion in Chile unter Vertrag. Er fand weitere Beschäftigung in mittel- und südamerikanischen Ländern: 2008 spielte Nembhard für die Mayas de Yucatán in Mexiko und den Club Atlético Olimpia in Uruguay, anschließend bei den Tecolotes de la UAG in Mexiko und 2009 bei den Piratas de Bogotá in Kolumbien. Seine letzten Einsätze als Berufsbasketballspieler verbuchte Nembhard 2014 bei den Gaiteros del Zulia in Venezuela.